# Capricornis
Saros, Sérows
Pour les articles homonymes, voir Saro et Serow.
Genre
Le genre Capricornis regroupe les saros (du lepcha să-ro, anglais serow, allemand Serau), six espèces de caprins asiatiques.

## Liste des espèces
- Capricornis crispus (Temminck, 1845) — saro du Japon (îles de Honshū, Kyūshū et Shikoku).
- Capricornis milneedwardsii — saro de Chine ou saro d'Indochine
- Capricornis rubidus — saro carmin
- Capricornis sumatraensis (Bechstein, 1799) — saro de Sumatra
- Capricornis swinhoei (Gray, 1862) — saro de Taïwan
- Capricornis thar — saro de l'Himalaya

Les saros sont proches des gorals mais de plus grande taille. Comme eux, on les trouve souvent broutant sur des reliefs rocheux, mais généralement à des altitudes inférieures. Ils sont en effet plus lents et moins agiles que leurs homologues du genre Naemorhedus. Contrairement à ces derniers, ils se servent de leurs glandes pré-orbitales pour laisser des marques olfactives de leur passage.
La coloration varie selon les espèces, la région ou l'individu. Les deux sexes ont des barbes et de petites cornes, généralement plus courtes que leurs oreilles.
On trouve au Pliocène supérieur, il y a 7 Ma, des fossiles ressemblant aux saros. Ils seraient à l'origine des caprins actuels.